# ميخائيل داير
ميخائيل داير (بالإنجليزية: Michael Dyer)‏ هو لاعب كرة القدم الكندية أمريكي، ولد في 13 أكتوبر 1990 في ليتل روك في الولايات المتحدة.